# Niedervisse
Niedervisse é uma comuna francesa na região administrativa do Grande Leste, no departamento de Mosela. Estende-se por uma área de 5.77 km², e possui 261 habitantes, segundo o censo de 2018, com uma densidade de 45 hab/km².